# オトラクション
『オトラクション』（OTO 𝄞 ATTRACTION）は、2021年4月13日から2022年2月22日まで、TBS系列で毎週火曜19:00 - 20:00（JST）に全20回放送されたバラエティ番組である。西川貴教と霜降り明星がMCを務める。
2021年8月27日にシンガポールで開催された「コンテントアジア・アワーズ2021」でアジアオリジナルゲームショー部門の最優秀賞を受賞した。

## 概要
音楽ゲームを下地にしたアトラクションや、音・声をテーマにしたアトラクションに出演者が挑むバラエティ番組で、西川貴教と霜降り明星がMCを担当。「パイロット版」に当たる2度の特別番組の放送を経て、レギュラー放送へ移行した。
パイロット版の第1回は、2020年8月29日の「土曜☆ブレイク」（14:00 - 14:54）枠で関東ローカル向けに放送。制作局のTBSテレビでは、放送に合わせて、アトラクションの一部を実際に体験できるイベントをお台場（東京都港区）、横浜、新三郷（三郷市）、大宮（さいたま市）、松戸で開催した。第2回は、2021年2月23日（火）の19:00 - 20:57に全国ネットで放送。同月25日からは、2種類のアトラクションを体験できるイベントも開催された。
2021年4月13日からは、全国ネット番組として火曜19時台でレギュラー放送を開始。ゴールデンタイムにレギュラーで放送されるバラエティ番組のMCを、霜降り明星が務めることは初めてであった。また、7月改編を間近に控えた6月29日放送分では、同改編によって放送を開始する連続ドラマ『TOKYO MER〜走る緊急救命室〜』（日曜劇場）、『#家族募集します』（金曜ドラマ）、『プロミス・シンデレラ』（火曜ドラマ）の出演者による「新ドラマ対抗戦」を開催。本番組のレギュラー化と同時に金曜19時台で16年振りにレギュラー放送を再開した『オオカミ少年』と共に、『関口宏の東京フレンドパーク ドラマ大集合SP!!』の企画を事実上引き継いでいた。
2021年9月以降は本番組と、直後の20時台に放送されている『バナナサンド』との間で、2時間スペシャル（19:00 - 20:57）を隔週で交互に放送する体制が定着。また本番組ではこの時期に、企画の大規模なリニューアルを実施したものの、同年10月19日放送分から、結果的にレギュラー番組として最後の放送となった2022年2月22日放送分まで、およそ4ヶ月にわたって全国ネット向けの放送が途絶えていた。この間には、『バナナサンド』のスペシャルが立て続けに放送されたほか、『学校へ行こう!2021』（『学校へ行こう』シリーズの最終回）などの単発番組や年末年始向けの特別番組が編成されていた。
レギュラー放送開始から視聴率が著しく低迷したことを受け、放送休止中の2022年1月6日には、本番組が同月3月末で終了することが一部で報じられた。TBSテレビも、同年3月9日にオンライン方式で実施された4月改編説明会で、本番組を3月末で終了することを正式に発表し、2020年より特別番組として過去に3回放送された『サンドウィッチマンのどうぶつ園飼育員さんプレゼン合戦 ZOO-1グランプリ』（CBCテレビ・TBSテレビ共同制作）を、本番組に代わり2022年4月よりレギュラー番組として編成することも、併せて明らかにされた。改編説明会に出席したTBSテレビ編成局の福田健太郎（編成企画統括）も本番組が視聴率の面で苦戦を強いられたことを認めたうえで、「音に着目したバラエティ番組」として編成したことを「いいチャレンジだった」と回顧している。本番組の終了については、「視聴率が（想定したほど）取れなかったことを含めて、前向きに捉えていきたいと思っております。今後もああいう（本番組のような）企画を諦めずに（レギュラー番組化に向けて）チャレンジを続けたい」と述べている。
番組内におけるBGMはテレビアニメ『トミカ絆合体 アースグランナー』や『マジカパーティ』で使用されているが、両作共に効果音が音源として入られている。

## 出演者
司会
- 西川貴教 - 「音と魔法の王国」の王様である「キング西川」という設定。
- 霜降り明星（せいや・粗品）- キング西川の従者という設定。粗品は、ナビゲーターとは別の形でスタジオ内での進行役を担当する。

ナビゲーター（実況）
- 木村昴 - 2期では、マヂカルヴォイスの「しりとり神」として、プレイヤー役を兼務。
- 岩崎諒太（2021年5月4日・11日放送分）
- ゴー☆ジャス（2021年6月1 - 15日・29日放送分）

ナレーター
- 江原正士（第1回）
- ゆめっち（3時のヒロイン、第2回 - ）
- もう中学生（レギュラー版）

## ルール
各チーム同士による対決を行い、勝利する度に「オトメダル（勝ち星）」を獲得。その合計数で競う。
パイロット版第1回
4つのアトラクションで対決し、アトラクション事に勝利チームに勝ち星1つを獲得。最終的な獲得数の多いチームが勝利となり高級弁当100人前を獲得。負けたチームは罰ゲームとしてヘッドホンで「爪で黒板をひっかく音」を聞いてもらう。
パイロット版第2回
5つのアトラクションで対決。総当たり戦方式のゲームは2チームずつ対戦し勝利ごとに勝ち星1つを獲得。3チームによる対決は1位のチームが勝ち星2つ、2位のチームが勝ち星1つを獲得。獲得した勝ち星を持って最終アトラクションに臨み、MC陣に勝利すれば獲得勝ち星数と同じ数の高級弁当を獲得できる。
レギュラー版（1期・2021年4月13日 - 6月22日放送分）
司会の3人がプレイヤーと兼務しながら、数名のゲストと共にオトラクションチームを結成。そのオトラクションチームに、ゲストチームが挑戦する。各ゲームごとには勝利チームがオトメダルを獲得。合計「オトメダル」の多いチームが勝利となり、ご褒美として音まで美味しい「オトグルメ」を食べることができる。
レギュラー版（特番）
ゲストチーム3チームによる対抗戦。各ゲームごとに1位のチームは2枚、2位のチームは1枚「オトメダル」を獲得（同点の場合は上位のメダル数となる）。獲得メダル数が最も多かった1チームは、FINALステージのシード権を得る。FINALステージは、必ずリズミンタッチやマヂカルヴォイス等、1対1形式のアトラクションで対戦。まず準決勝として獲得メダル数2位のチームと3位のチームが対戦。勝者がシードの1位チームと決勝を戦い、優勝を決定。優勝チームは「オトグルメ」を食べることができる。6月29日放送の新ドラマ対抗戦では、優勝チームの収録現場にオトグルメを詰め合わせた特製弁当が差し入れされた。
レギュラー版（2期・2021年8月3日放送分 - 12月）
ゲスト全員で1つのチームを組み、ノルマの達成やキング西川が召集した（という設定の）音のプロフェッショナルに勝利して、アトラクションの攻略を目指す。アトラクションをクリアする度に、「オトメダル」を獲得。ファイナルチャレンジを成功すれば、メダルの枚数×5万円の賞金を獲得できる。

## 主なアトラクション

### サウンドショット
日常でよく聞く音や、楽器で演奏された音が提示された2つの選択肢のうちどちらかなのかを当てる。BANG BANG フェイクでも使用される銃型のコントローラーを動かし、モニター上で正解だと思う方の選択肢を選ぶ。1人1問ずつ順番に挑戦して、各チーム10 - 15問中何問正解できるかを競う。
パイロット版第1回では、ラッパ型のシューターで直接モニターに映った的に向かって弾を発射して答える形式で、的もそれほど大きくなかった為、弾が的に当たらず不正解扱いとされるケースも多かった為、前述の内容に改善された。

### リズミンタッチ
1対1で対戦。各チームの代表者は、合成によって全身がモニター上に映し出される。
モニター上では、1 - 12の数字が割り振られた太鼓（マーカー）が、円周上に等間隔で配置されている。代表者は、曲に合わせて指示された数字のマーカーをタイミング良く触れる。指示は2か所同時にタッチするものやスライドするものを含まれており、それらを正しくタッチ・スライドできれば高得点が加算される。1回戦は、テーマや出演者に因んだ2 - 4曲のメドレー形式で構成され、終盤以外では1曲終わる毎に中間成績が表示される。
パイロット版第1回及び通常放送では、代表者を交代しながら数戦行って合計点数の多いチームがオトメダルを獲得。3チーム対抗の回では総当たり戦で、1勝する度にオトメダル1枚獲得。
6月22日放送分からは、クイズ要素が追加され、1チーム1問ずつ交互に、画像を見て答えるクイズや提示されるキーワードから連想される地名・共通点などを答えるクイズに答える。
代表者がリズミンタッチでタイミング良く太鼓に触れる度にヒントが追加され、リズミンタッチ終了後に代表者以外のチームメンバーは追加されたヒントから答えを導き出す。正解なら、オトメダル1枚獲得。
リズミンタッチのパートは、太鼓のサイズが大きくなる、スライドが削除される、メドレーではなく1曲のサビ部分を演奏する等、先代のリズミンタッチを大幅に簡略化している。クイズが導入された当初は太鼓の数が半分の6個であったが、2期からは元の12個に戻される一方で、代表者の装着する手袋のサイズが若干大きくなってタッチの反応が向上した。

### メロディシャッフリン
有名楽曲のサビ部分を5分割した上で、その楽譜（メロディ）を順番を入れ替え。入れ替えられた楽譜を正しい順番に復元する。最初に正しい曲を聞いた後、順番がシャッフルされた各パートを聞きながら正しい順番に入れ替えていき、制限時間100秒以内に解答ボタンを押して決定。正しい順番であれば正解となる。不正解の場合は、解答ボタンの前に2つ設置されたCO2マシーンから、CO2ガスが噴射される。各チーム1人ずつ挑戦し、タイムが短かった方が勝者となりオトメダル1枚獲得（3チームの場合一番早くクリアしたチームがオトメダル2枚、2位のチームが1枚獲得）。挑戦者を変えて2回戦行う。
パイロット版第1回では各チーム2人挑戦し、クリア数の多い方が勝ち星を獲得。パイロット版第2回では最終アトラクションとして登場。これまでの獲得勝ち星の多いチームから西川・粗品・せいやのうち1人を指名し対決。クリアタイムがMCより短ければ勝利となり獲得勝ち星分の高級弁当を獲得。
パイロット版第1回では、レコードをシャッフルマシーンに入れ、シャッフル後は音の出る機械を実際に動かして答える形式だったが、第2回からは、いたずらおばけにシャッフルされたという設定の元、「魔法の指揮棒」を使ってモニターを操作して解答する。
2期では、パイロット版第1回と同様の解答方式に戻され、正解するまで何回でも並べ直す事が可能になった。代表者2人に1問ずつ出題され、2人合わせて制限時間180秒以内にクリアできれば、オトメダル1枚獲得。制限時間が残り0秒になると、シャッフルステージの前に2つ設置されたCO2マシーンから、CO2ガスが噴射される。
9月21日放送分では、ファイナルチャレンジで行われ、2人で180秒以内にクリアすれば賞金獲得。

### オノマトペサーキット
3対3（3チーム対抗では2人×3チーム）の対抗戦で、1人1台ずつレーシングカーの形をした解答席に座って挑む。順番に1人1問ずつ、リズムに合わせて出された物事に合うオノマトペ（擬音・擬態語）を答える。解答する番になった人の解答席が前進、正解できれば後ろへ下がって次の人へ出題が移る。不正解及び解答がリズムに合わなかったら失格。ある程度周回したら、出題・解答のスピードが速くなっていく。
先に相手チームが全員失格になった方の勝利、残ったチームがオトメダル2枚獲得（3チーム対抗では、最後まで残ったチームにオトメダル2枚、2位のチームにオトメダル1枚）。
なお失格者・敗者への罰ゲームとして、解答席前方の装置から顔面が崩れる程の強風を浴びせられる（ただし一部の女性挑戦者へは、事務所の了解の有無を踏まえてそよ風程度の弱風に調整される配慮がなされる。逆にマネージャーら責任者からの了解が出ると、より強く長い時間強風が吹くこともある。）。当初はチームの誰かが失格になったら、その時点で残っていたチームの仲間も連帯責任で強風を浴びせられ失格とされたが、後に失格した人のみ強風→失格した時点では浴びせられず勝敗が決した後に負けたチームの失格者へ1人ずつ強風と変遷した。
このアトラクションは、パイロット版第1回で行われた「オノマトペシャウト」が前身となっており、「オノマトペシャウト」はチーム全員参加・レーシングカー形の解答席や強風装置は無く、答える人は中央のマイクに向かって解答する方式であった。パイロット版第2回では、同様のルールでドラマ『俺の家の話』の収録現場への出張企画を行い、個人戦で優勝した人に賞品が贈られた。

### マヂカルヴォイス
2チームが対戦する、しりとり。
1人1個ずつ交互に、「魔法のメガホン」と称されたメガホンに向かって声を吹き込む。吹き込んだ言葉をモニターに表示、相手側へ向かって飛んでいくので、ホッケーの要領で相手側のゴールラインへ自分の言葉を到達させる。
答えた単語の文字数が多い程、飛んでいく速さが上がり、相手の思考時間を短くできる。またゲームの後半では、「ボーナスワード」として「特定のジャンルの単語（食べ物、国名など）」「特定の文字（濁音、長音）」が入っている単語を答えれば、文字数とは別に飛ばす速度は上げる事ができる。
微妙な単語については辞書で判定を行う。このアトラクションが初登場したパイロット版第2回では、文字数3文字以上に限定され、有名人も含めた人名も全て不可とされた。
言葉が相手のラインに到達するか、相手が最後に「ん」が付く言葉を答えて自滅すれば1セット獲得。
当初は2対2の対抗戦で、横に寝かせたモニター上を言葉がジグザグに飛行する、エアホッケーを意識した様なレイアウトで行われていた。その後、チーム全員参加の最終アトラクションに固定、1人ずつメガホンの固定された解答台の上で答える形となり、画面レイアウトも大幅に変更、言葉が直線上に相手へ向かって飛んでいく演出に変わった。
2期では、”しりとり神”として登場する木村昴と対戦。2セット先取で勝利となり、勝てばオトメダル1枚獲得。

### ピッタシンガー
セットリストの中から代表者が自ら選んだ曲を演奏、サビの途中で演奏がミュートされるので、その間は代表者自身が自分の中でリズムやテンポを取って、指定されたサビの最後のフレーズのみ、原曲と同じタイミングで唄う。唄いだしのタイミングが原曲とどれだけズレていたかを0.01秒単位で計測、その誤差が少ない程好記録となる。
当初は、1チームずつ代表者2名がフリーフォール型のシートに載って挑戦。1人1曲ずつ交互に挑んで、何曲連続で前後0.5秒以内の誤差で収められるかを競った。誤差が前後0.5秒を超えた場合は失敗、地上までシートが落下する。クリア数が多い順にオトメダル獲得。
5月11日放送分からは、1対1の対戦方式に変更。交互に1曲ずつ挑み、誤差が少なかった方に1ポイント。2ポイント先取で勝利となりオトメダル1枚獲得。敗者はフリーフォールの要領で落下となる。
6月22日放送分からは、フリーフォール装置を使わず、ステージ上で唄うカラオケ方式に変更。カラオケ移行後は、1ポイント先取（1回勝負）に改められた。
2期では、チームのメンバーが1人ずつ、キング西川が召集したミュージカル俳優やプロ歌手の「ピッタ神」に挑戦。ゲスト先攻で1曲ずつ唄い、ピッタ神より誤差が小さければ勝利、オトメダル1枚を獲得。ピッタ神より誤差が大きくても、リベンジチャンスとして別の1曲で再挑戦ができる。誤差が同じ引き分けの場合は、ゲストの勝利扱い。ゲストが「神ピッタシ」（後述）を達成できれば、その時点で勝利確定となる。
過去に誤差0.00秒の「神ピッタシ」を達成したのは、青山テルマ（2021年4月27日放送分）、新妻聖子（2021年6月1日放送分）、福原遥（2021年8月17日放送分）の3名。その内新妻の達成時には、「神ピッタシ」達成でチームに賞金100万円が贈られるルールが設けられていた。2022年2月22日放送の最終回では、全編ピッタシンガーのみであった。

#### ピッタシンガー選手権
9月7日放送分から実施。
TBSのドラマ・バラエティの収録現場に出張し、ピッタシンガーを行い最も近かったメンバーのいる番組に優勝賞品として高級弁当を100個プレゼントしていた。

### BANG BANG フェイク
様々なシチュエーションの中から用意された5つの音のうち、3つは実際にその物が発している音だが、2つだけ映画やドラマの効果音を担当する「フォーリーアーティスト」が別の物を使って作り出したフェイクの音となっている（1つだけフェイクの時もある）。
各チーム2人が挑戦。1人ずつ制限時間120秒の間に銃型のコントローラーを使って選択し、音を聴き比べていく。終了後、フェイクだと思う物を選択し、正解であればポイントとなる。解答権は1人1回。各チーム1回ずつ挑戦し、正解数の多い方から上位となる。

### メロディアレンジャー
ポップスピアニストのハラミちゃんが、演奏してる曲の中に別の曲を一部分混ぜたり、原曲とはかけ離れたロック・バラード調で弾いたりと、ヒット曲をアレンジして演奏。
元の曲は何かを、早押しで答える。
チーム対抗戦では、最初に正解したチームがオトメダル1枚を獲得。
2期では正解した人から抜けていく早抜け方式となり、3回の演奏でチーム5人全員が正解できればオトメダル1枚を獲得。

### 100dBシャウト
2期で導入されたファイナルチャレンジ。
代表者がマイクに向かって電車が通過しているときのガード下の騒音に相当する100dB（デシベル）以上の声量で、30秒間声を発し続ける。
声量が100dB以上に達した瞬間から計測が始まり、途切れる事なく30秒間声を出し続ければクリア。途中で声が途切れたり声量が100dBを下回ったら、失敗。
2人挑戦して、1人でもクリアできれば賞金獲得。

## ネット局
パイロット版第1弾
| 放送対象地域 | 放送局         | 系列    | 放送時間                         | ネット状況 |
| ------------ | -------------- | ------- | -------------------------------- | ---------- |
| 関東広域圏   | TBSテレビ(TBS) | TBS系列 | 2020年8月29日（土）14:00 - 14:54 | 制作局     |

パイロット版第2弾
| 放送対象地域   | 放送局                  | 系列    | 放送時間                         | ネット状況 |
| -------------- | ----------------------- | ------- | -------------------------------- | ---------- |
| 関東広域圏     | TBSテレビ(TBS)          | TBS系列 | 2021年2月23日（火）19:00 - 20:57 | 制作局     |
| 北海道         | 北海道放送(HBC)         | TBS系列 | 2021年2月23日（火）19:00 - 20:57 | 同時ネット |
| 青森県         | 青森テレビ(ATV)         | TBS系列 | 2021年2月23日（火）19:00 - 20:57 | 同時ネット |
| 岩手県         | IBC岩手放送(IBC)        | TBS系列 | 2021年2月23日（火）19:00 - 20:57 | 同時ネット |
| 宮城県         | 東北放送(tbc)           | TBS系列 | 2021年2月23日（火）19:00 - 20:57 | 同時ネット |
| 山形県         | テレビユー山形(TUY)     | TBS系列 | 2021年2月23日（火）19:00 - 20:57 | 同時ネット |
| 福島県         | テレビユー福島(TUF)     | TBS系列 | 2021年2月23日（火）19:00 - 20:57 | 同時ネット |
| 山梨県         | テレビ山梨(UTY)         | TBS系列 | 2021年2月23日（火）19:00 - 20:57 | 同時ネット |
| 長野県         | 信越放送(SBC)           | TBS系列 | 2021年2月23日（火）19:00 - 20:57 | 同時ネット |
| 新潟県         | 新潟放送(BSN)           | TBS系列 | 2021年2月23日（火）19:00 - 20:57 | 同時ネット |
| 静岡県         | 静岡放送(SBS)           | TBS系列 | 2021年2月23日（火）19:00 - 20:57 | 同時ネット |
| 富山県         | チューリップテレビ(TUT) | TBS系列 | 2021年2月23日（火）19:00 - 20:57 | 同時ネット |
| 石川県         | 北陸放送(MRO)           | TBS系列 | 2021年2月23日（火）19:00 - 20:57 | 同時ネット |
| 中京広域圏     | CBCテレビ(CBC)          | TBS系列 | 2021年2月23日（火）19:00 - 20:57 | 同時ネット |
| 近畿広域圏     | 毎日放送(MBS)           | TBS系列 | 2021年2月23日（火）19:00 - 20:57 | 同時ネット |
| 鳥取県・島根県 | 山陰放送(BSS)           | TBS系列 | 2021年2月23日（火）19:00 - 20:57 | 同時ネット |
| 岡山県・香川県 | RSK山陽放送(RSK)        | TBS系列 | 2021年2月23日（火）19:00 - 20:57 | 同時ネット |
| 広島県         | 中国放送(RCC)           | TBS系列 | 2021年2月23日（火）19:00 - 20:57 | 同時ネット |
| 山口県         | テレビ山口(tys)         | TBS系列 | 2021年2月23日（火）19:00 - 20:57 | 同時ネット |
| 愛媛県         | あいテレビ(itv)         | TBS系列 | 2021年2月23日（火）19:00 - 20:57 | 同時ネット |
| 高知県         | テレビ高知(KUTV)        | TBS系列 | 2021年2月23日（火）19:00 - 20:57 | 同時ネット |
| 福岡県         | RKB毎日放送(RKB)        | TBS系列 | 2021年2月23日（火）19:00 - 20:57 | 同時ネット |
| 長崎県         | 長崎放送(NBC)           | TBS系列 | 2021年2月23日（火）19:00 - 20:57 | 同時ネット |
| 熊本県         | 熊本放送(RKK)           | TBS系列 | 2021年2月23日（火）19:00 - 20:57 | 同時ネット |
| 大分県         | 大分放送(OBS)           | TBS系列 | 2021年2月23日（火）19:00 - 20:57 | 同時ネット |
| 宮崎県         | 宮崎放送(MRT)           | TBS系列 | 2021年2月23日（火）19:00 - 20:57 | 同時ネット |
| 鹿児島県       | 南日本放送(MBC)         | TBS系列 | 2021年2月23日（火）19:00 - 20:57 | 同時ネット |
| 沖縄県         | 琉球放送(RBC)           | TBS系列 | 2021年2月23日（火）19:00 - 20:57 | 同時ネット |

レギュラー版
| 放送対象地域   | 放送局                  | 系列    | 放送時間           | ネット状況 |
| -------------- | ----------------------- | ------- | ------------------ | ---------- |
| 関東広域圏     | TBSテレビ(TBS)          | TBS系列 | 火曜 19:00 - 20:00 | 制作局     |
| 北海道         | 北海道放送(HBC)         | TBS系列 | 火曜 19:00 - 20:00 | 同時ネット |
| 青森県         | 青森テレビ(ATV)         | TBS系列 | 火曜 19:00 - 20:00 | 同時ネット |
| 岩手県         | IBC岩手放送(IBC)        | TBS系列 | 火曜 19:00 - 20:00 | 同時ネット |
| 宮城県         | 東北放送(tbc)           | TBS系列 | 火曜 19:00 - 20:00 | 同時ネット |
| 山形県         | テレビユー山形(TUY)     | TBS系列 | 火曜 19:00 - 20:00 | 同時ネット |
| 福島県         | テレビユー福島(TUF)     | TBS系列 | 火曜 19:00 - 20:00 | 同時ネット |
| 山梨県         | テレビ山梨(UTY)         | TBS系列 | 火曜 19:00 - 20:00 | 同時ネット |
| 長野県         | 信越放送(SBC)           | TBS系列 | 火曜 19:00 - 20:00 | 同時ネット |
| 新潟県         | 新潟放送(BSN)           | TBS系列 | 火曜 19:00 - 20:00 | 同時ネット |
| 静岡県         | 静岡放送(SBS)           | TBS系列 | 火曜 19:00 - 20:00 | 同時ネット |
| 富山県         | チューリップテレビ(TUT) | TBS系列 | 火曜 19:00 - 20:00 | 同時ネット |
| 石川県         | 北陸放送(MRO)           | TBS系列 | 火曜 19:00 - 20:00 | 同時ネット |
| 中京広域圏     | CBCテレビ(CBC)          | TBS系列 | 火曜 19:00 - 20:00 | 同時ネット |
| 近畿広域圏     | 毎日放送(MBS)           | TBS系列 | 火曜 19:00 - 20:00 | 同時ネット |
| 鳥取県・島根県 | 山陰放送(BSS)           | TBS系列 | 火曜 19:00 - 20:00 | 同時ネット |
| 岡山県・香川県 | RSK山陽放送(RSK)        | TBS系列 | 火曜 19:00 - 20:00 | 同時ネット |
| 広島県         | 中国放送(RCC)           | TBS系列 | 火曜 19:00 - 20:00 | 同時ネット |
| 山口県         | テレビ山口(tys)         | TBS系列 | 火曜 19:00 - 20:00 | 同時ネット |
| 愛媛県         | あいテレビ(itv)         | TBS系列 | 火曜 19:00 - 20:00 | 同時ネット |
| 高知県         | テレビ高知(KUTV)        | TBS系列 | 火曜 19:00 - 20:00 | 同時ネット |
| 福岡県         | RKB毎日放送(rkb)        | TBS系列 | 火曜 19:00 - 20:00 | 同時ネット |
| 長崎県         | 長崎放送(NBC)           | TBS系列 | 火曜 19:00 - 20:00 | 同時ネット |
| 熊本県         | 熊本放送(RKK)           | TBS系列 | 火曜 19:00 - 20:00 | 同時ネット |
| 大分県         | 大分放送(OBS)           | TBS系列 | 火曜 19:00 - 20:00 | 同時ネット |
| 宮崎県         | 宮崎放送(mrt)           | TBS系列 | 火曜 19:00 - 20:00 | 同時ネット |
| 鹿児島県       | 南日本放送(MBC)         | TBS系列 | 火曜 19:00 - 20:00 | 同時ネット |
| 沖縄県         | 琉球放送(RBC)           | TBS系列 | 火曜 19:00 - 20:00 | 同時ネット |

## スタッフ
スタッフロールは流れず番組終了5秒前に画面全面に映し出される。
レギュラー版から参加→●
- 構成：堀江利幸、あだち昌也、大平将貴、川上潤也【毎週】、鈴木りょうへい、竹越陵、栗原潤、ぶち、山中ヒロシ【週替り】（大平・川上→第2回～、鈴木以降→●）
- TM：山田健吾（第2回～）
- TD：荻野祐也（第1回はカメラ、第2回はCAM）
- VE：對間敏文
- CAM：佐藤光一（●）
- MIX：小岩英樹（第1回は音声表記）
- LD：中田学（第1回は照明表記）
- 音効：星裕介
- CG：前川恭平、廣田大地
- リサーチ：亀田貴誠
- デスク：堀江知里（●）
- EED・MA：井田須美子、中島拓也【毎週】、松村佳明、山﨑巧【週替り】、ジーリンクスタジオ、オムニバス・ジャパン（オムニバス→第2回～、中島～ジーリンク→●）
- 美術プロデューサー：太田卓志、木村真梨子（木村→第2回は美術デザイナー）
- 美術デザイナー：鈴木泰斗
- 美術制作：松永陽登（第1回は美術ディレクター）
- 装置：相良比佐夫、遠藤利彦（遠藤→第2回～）
- 装置操作：新木大介（●）
- 特殊機構：黒野堅太郎（第2回～）
- 電飾：西田和正、渡辺竜明（渡辺→第2回～）
- アクリル装飾：青木剛、吉原正典（吉原→第2回～）
- 特効：星野達哉
- ヘアメイク：田中智子（第2回～）
- TK：五味真琴（●）
- 編成：吉田健一（●）
- 協力：TBS ACT（●）、日音（第2回～）、123RF（●）
- 宣伝：牧野洋平、山岡将成、西後仁和、小林瑛理（山岡・西後→第2回～、牧野・小林→●）
- ゲーム制作：森山哲也・西尾純・上島大志・渡邊清峻（PLACE HOLDER）、東純平（全員→第2回～）
- AP：髙橋直美、花塚増央、梅津菜々穂（髙橋→第2回、花塚→●、梅津→第1回と●）
- AD：古川彩乃、白石大空（第1回はディレクター）、富田亮太、青山恵理香、玉村真紀、川野葵、末吉祐紀恵、野上真梨子、藤木皓平、小川浩太郎、中野龍一郎、樋口翔太、岡田夏美、平松勇紀、小林輝、小林将也、森遥花、竹谷進之介、野々山優花、日髙椰恵、松本捷吾、河村真衣、中田翔、山岸瑠華、久保波月、伊藤香菜海、澤本優華（富田・藤木～中野・岡田・小林輝・竹谷～松本→第2回～、青山～野上・樋口・平松・小林将・森・河村～澤本→●）
- 担当プロデューサー：吉橋隆雄、若原誉紀、新貝元章（第1回はAP）、名田雅哉（officeDA-NA）、菊池絢子、福島千紘、久田誠司（名田～福島→第2回、吉橋～新貝・久田→●）
- ディレクター：松崎秀峰（PuniPika）、鶴巻昌宏、小川真人・浅沼雄介、桒田洸治、狩野紀明、瀬津巧、安井啓太、及能貴之、松野亮（スクラッチ）、内山凌（PuniPika）、北村高雄、上田健太、福岡蓮太（DFE）、芝俊明、小澤雄一（松崎・浅沼～安井・内山・北村→第2回～、鶴巻・及能・松野・上田～小澤→●）
- チーフディレクター：流郷敏隆（第2回はディレクター）
- 演出：野村和矢
- プロデューサー：久我雄三
- 制作協力：PLACE HOLDER（第1回は協力）
- 制作：TBSテレビコンテンツ制作局バラエティ制作一部
- 制作著作：TBS

過去のスタッフ
- TM：山下直（第1回）
- TD：荒井隆之（第2回）
- CG：森三平（第1回）
- 大道具操作：前野博幸（第1回）
- 装置操作：椋野慎介（第2回）
- メイク：アートメイク・トキ（第1回）
- 楽曲協力：TA2YA aka FLAME&T（BENTO KIDZ）、SR23（Studio Bridge）（共に第1回）
- EED・MA：高橋雄人、高橋勇志、木戸利彦、TBSテックス（高橋雄→第1回、高橋勇・木戸→第2回、TBS→第1・2回）
- TK：伊藤佳加（第1・2回）
- 編成：松本友香
- ライセンス：森井譲治、齊藤祐佳子（共に第2回～）
- 協力：京三製作所
- 宣伝：小泉美果、宮原楓子（宮原→第2回）
- デスク：茂木佐耶香
- MP：樋江井彰敏（第1回）
- AD：柴田健介、木本菜奈、長谷川美優、澤田健三、中村鼓生、横田音弓、川嶋那奈（柴田・木本→第1回、長谷川～川嶋→第2回）
- ディレクター：永山靖章（BMC）、大垣ジョー、松山容子、島袋亮太、石和田英明（永山→第1回、大垣・松山→第2回、島袋・石和田→●）
- 担当プロデューサー：張眞英（YELLOW、第2回）
- チーフプロデューサー：福田健太郎（第1回はプロデューサー）、石黒光典（2021年8月3日-9月まで、●）
- 制作協力：YELLOW（YELLOW→第2回～）